# Sun Shipbuilding & Drydock Co.
Sun Shipbuilding & Drydock Company est une entreprise de construction navale américaine active de 1917 à 1989. Elle participe activement à l'Emergency Shipbuilding Program durant la Seconde Guerre mondiale.

## Histoire
La compagnie est créée en 1917 par la Sun Oil Company et lance son premier navire en 1917, lors de l'entrée des États-Unis dans la Première Guerre mondiale. Dans les années 1920, elle construit de nombreux pétroliers pour la Standard Oil Company, et lorsque la Seconde Guerre mondiale éclate, la Sun Shipbuilding est le cinquième plus gros chantier naval américain avec ses huit cales. Durant le conflit, l'entreprise construit de nombreux pétroliers T2, ainsi que des navires-hôpitaux, des cargos et des porte-avions d'escorte pour la United States Maritime Commission.
Sun Shipbuilding a construit 281 pétroliers T2 pendant la Seconde Guerre mondiale, soit environ 40 % du total américain en temps de guerre. Elle a également construit des navires-hôpitaux, des cargos et des escorteurs pour la Commission maritime des États-Unis (MARCOM). Le 27 septembre 1941, elle a contribué à l'un des 14 navires lancés à l'occasion du Liberty Fleet Day : SS Surprise. Sun Shipbuilding avait à l'origine un contrat pour la construction de 30 des navires C4. MARCOM donna la priorité à l'expertise de Sun dans la construction de pétroliers T2-SE-A1, dont le besoin était urgent, et retira 20 C4 à Sun pour les confier au chantier Kaiser de Richmond, en Californie. Les navires de Sun, désignés C4-S-B2, devinrent des navires de transport de troupes de la War Shipping Administration exploités par des agents commerciaux ou des navires-hôpitaux de la marine,,.
Après la guerre, Sun poursuit ses activités de construction de navires marchands, mais vend les chantiers South et #4 pour le développement industriel.
Dans les années 1970, Sun a construit dix navires rouliers pour divers opérateurs. L'un d'entre eux, naviguant sous le nom de SS El Faro, a été perdu dans un ouragan le 1er octobre 2015, alors qu'il naviguait de Jacksonville, en Floride, à San Juan, à Porto Rico.
Le 18 février 1971 ou aux alentours de cette date, le Glomar Explorer, un navire top secret, a été conçu et construit pour la CIA afin de renflouer un sous-marin soviétique englouti deux ans plus tôt dans le Pacifique. La construction du navire a nécessité un navire-grue spécialement conçu, le Sun 800, pour soulever son cardan de 630 tonnes et le mettre en place.